# Willy Horváth
Willy Horváth (* 6. Juli 1917 in Nürnberg; † 11. März 2011 ebenda) war ein deutscher Violinist.

## Leben
Horváth wurde 1917 als Sohn des ungarisch-stämmigen Konzertmeisters Seby Horváth (1883–1954) in Nürnberg geboren. Von 1927 bis 1937 erhielt er bei seinem Vater Violinunterricht am städtische Konservatorium seiner Heimatstadt. Nach dem Abitur am Humanistischen Gymnasium leistete er von 1937 bis 1939 Militärdienst und begann 1938/39 ein Violinstudium bei Max Strub an der Musikhochschule Berlin. Von 1940 bis 1945 setzte er seine Studien bei Wolfgang Schneiderhahn an der Staatlichen Musikakademie Wien fort.
Nach dem Zweiten Weltkrieg trat er als Konzertviolinist in Erscheinung u. a. bei den Nürnberger Symphonikern. Außerdem spielte er im Nürnberger Streichquartett seines Vaters. 1955 begründete er ein eigenes, nach ihm benanntes Streichquartett.
1949 wurde er in der Nachfolge seines Vaters Lehrer (später Professor) für Violine und Kammermusik am städtischen Konservatorium in Nürnberg. Darüber hinaus war er ab 1954 Mitglied des Künstlervereins.
Horváth war verheiratet und Vater zweier Kinder. Nach seinem Tod wurde er auf dem Johannisfriedhof in Nürnberg beigesetzt.